# Raná (berg)
Raná är ett berg i Tjeckien.   Det ligger i regionen Ústí nad Labem, i den nordvästra delen av landet, 60 km nordväst om huvudstaden Prag. Toppen på Raná är 457 meter över havet, eller 221 meter över den omgivande terrängen. Bredden vid basen är 3,3 km.
Terrängen runt Raná är platt åt sydväst, men åt nordost är den kuperad.Runt Raná är det ganska tätbefolkat, med 134 invånare per kvadratkilometer. Närmaste större samhälle är Most, 14,3 km nordväst om Raná. Trakten runt Raná består till största delen av jordbruksmark.